# Віктор Корецький
Ві́ктор Коре́цький (пол. Wiktor Korecki; 1890, Кам'янець-Подільський — 1980) — польський художник.

## Біографія
Навчався в Києві в Рисувальній школі Миколи Мурашка.
1921 року переїхав до Варшави, де продовжив художню освіту.
У період між двома світовими війнами вів самостійну художню практику, брав участь у трьох групових виставках.
Під час Другої світової війни перебував у трудовому таборі в Лейпцигу. 1946 року повернувся в Польщу.

## Творчість
Корецький писав камерні пасторальні пейзажі, в яких йому особливо вдавалися світлові ефекти.
Роботи Корецького зберігаються в польських, українських і російських музеях, мають велику популярність серед колекціонерів.

## Вибрані твори
- Скирди, 1950-ті рр.
- Водяний млин
- Зима, варіанти
- Зимовий ранок